# گنادی شاتکوف
گنادی شاتکوف (روسی: Геннадий Иванович Шатков؛ ۲۷ مهٔ ۱۹۳۲ – ۱۴ ژانویهٔ ۲۰۰۹) بوکسور اهل اتحاد جماهیر شوروی سوسیالیستی بود.
وی همچنین برندهٔ جوایزی همچون نشان لنین شده‌است.